# 黄东红 (1970年)
黄东红（1970年9月—），湖南安化人，中华人民共和国政治人物。曾任湖南省药品监督管理局局长。现任民革湖南省委会副主委、湖南省民政厅厅长。第十四届全国政协委员。